# Skrzywienie inflacyjne
Skrzywienie inflacyjne - termin używany w literaturze przedmiotu przeważnie w znaczeniu tendencji jakiegoś podmiotu (rządu, banku centralnego) do tolerowania inflacji z braku właściwego przeglądu sytuacji, (np. gdy bank jest obarczony wieloma sprzecznymi celami działania) a zwłaszcza do przedkładania korzyści jakie może mu przynieść inflacja nad koszty z nią związane (np. gdy rząd chce inflacyjnie zmniejszyć ciężar obsługi długu publicznego).
Powodem skrzywienia inflacyjnego rządu lub banku centralnego (w Polsce Narodowy Bank Polski) mogą być zatem zarówno ich świadome preferencje jak i niewłaściwa ocena rzeczywista.
Skrzywienie inflacyjne można rozwiązać wówczas przez mianowanie na kierownicze stanowisko w banku centralnym konserwatywnego bankowca, tzn. preferującego cel stabilizacji poziomu cen.